# Uverito (Anzoátegui)
Pour les articles homonymes, voir Uverito.
Uverito est la capitale de la paroisse civile d'Uverito de la municipalité de José Gregorio Monagas dans l'État d'Anzoátegui au Venezuela.